# Малашки
Малашки (біл. вёска Малашкі) — село в складі Молодечненського району Мінської області, Білорусь. Село підпорядковане Красненській сільській раді, розташоване в західній частині області.

## Історія
З 1793 після другого розділу Речі Посполитої, Малашки, як і вся Вілейщина, входили до складу Російської імперії, був утворений Вілейський повіт у складі спочатку Мінської губернії, а з 1843 — Віленської губернії.
У 1921—1945 роках маєток знаходився у Польщі, у Вільнюськім воєводстві, Вілейського повіту, у гміні Красне.

## Населення
- 1866 рік — 73 людини, 8 будинків[2]
- 1921 рік — 112 людини, 23 будинків[3]
- 1931 рік — 149 людини, 26 будинків[4].